# 桑德罗·巴扎泽
桑德罗·巴扎泽（1993年7月29日—）生于第比利斯，是一名格鲁吉亚男子击剑运动员，主攻佩剑。他的父亲Merab是一名前击剑选手，后来担任格鲁吉亚击剑联合会主席，哥哥Beka同样是击剑选手。他也在十三四岁时受家人影响开始练习击剑。他在2013年的欧洲青年锦标赛上夺得男子个人佩剑冠军，成为历史上首位在该赛事上夺冠的格鲁吉亚选手。2022年，他又成为首位获得欧洲击剑锦标赛金牌的格鲁吉亚选手。